# Kubota Tsuyoshi
Tsuyoshi Kubota (sinh ngày 28 tháng 2 năm 1978) là một cầu thủ bóng đá người Nhật Bản.

## Sự nghiệp câu lạc bộ
Tsuyoshi Kubota đã từng chơi cho Bellmare Hiratsuka.